# Trækprocent
Trækprocenten er udtryk for den procentvise andel af en indtægt, der bliver trukket fra som skat.
Trækprocenten beregnes som summen af kommuneskat, sundhedsbidrag og statsskat (bundskat og topskat) samt eventuelt kirkeskat, hvis man er medlem af Folkekirken. Der har tidligere også været mellemskat, men den blev afskaffet i 2009. Trækprocenten varierer p.t. mellem 37 (for borgere, der betaler bundskat og ikke betaler kirkeskat) og 53 (for borgere, der betaler topskat og som betaler kirkeskat).
Skattetrækket sker af den del af indtægten, der overstiger eventuelle fradrag, og trækprocenten er således ikke udtryk for hvor mange procent, man definitivt betaler i skat. 
Arbejdsmarkedsbidraget er ikke medregnet i trækprocenten, idet det er en bruttoskat, som trækkes fra lønnen inden skatteberegningen. Derfor skal man også huske, at man ikke blot kan lægge arbejdsmarkedsbidrag på 8 % oven i trækprocenten for at få marginalskatten, som er det maksimale man kan betale i skat af sidst tjente krone. Marginalskatten for personlig indkomst er 56,2 % i Danmark i 2013.
Trækprocenten fremgår af skattekortet.